# Euploea swainson
Euploea swainson là một loài Bướm giáp thuộc phân họ Danainae. Nó được tìm thấy ở Indonesia và Philippines.